# Mitridat IV. Pontski
Mitridat IV. Pontski s polnim imenom Mitridat Filopator Filadelf (grško  Mιθριδάτης ὁ Φιλoπάτωρ Φιλάδελφoς, Mithridátis o Filopátor Filádelfos, poslovenjeno Mitridat, ljubitelj očeta in brata) je bil princ in šesti kralj Pontskega kraljestva, * ni znano, † okoli 150 pr. n. št.

## Življenje
Mitridat IV. je imel perzijske in grško-makedonske prednike. Njegova starša sta bila Mitridat III. Pontski in Laodika. Imel je brata Farnaka I.  in sestro Laodiko.
V sodobnih virih je prvič omenjen leta 179 pr. n. št. v sporazumu, ki ga je Farnak I. sklenil s pergamskim kraljem Eumenom II. Iz sporazuma je razvidno, da je z bratom delil oblast v njunem kraljestvu. Datum Mitridatovega pristopa na pontski prestol ni znan, vendar je leta 154 pr. n. št. omenjen, da je kot vladar Ponta poslal pomožno vojsko na pomoč pergamskemu kralju Atalu II. Filadelfu v vojni proti bitinskemu kralju Prusiju II. Dogodek je pomemben, ker je nakazal začetek politike prijateljstva med Pontskim kraljestvom in Rimsko republiko ter njenimi zavezniki, ki se je nadaljevala do Mitridata VI. Eupatorja.
Neznano kdaj se je Mitridat IV. poročil s svojo sestro Laodiko. Zdi se, da zakonca nista imela otrok.  
Leta 1995 so v Samsunu, stari prestolnici Mitridatske dinastije,  po naključju odkrili zaklad številnih zlatih predmetov, vključno s kraljevo krono. Zaklad se pripisuje Mitridatu IV. in je zdaj shranjen v lokalnem muzeju v Samsunu. 